# Họ Sếu
Họ Sếu (danh pháp: Gruidae) là một nhánh thuộc bộ Gruiformes gồm các loài chim lớn có cổ dài và chân dài. Họ này có 4 chi và 15 loài. Chim sếu có cổ và chân dài. Chúng phân bố khắp thế giới ngoại trừ Nam Mỹ và Nam Cực. Hầu hết các loài sếu ít nhất được phân loại là bị đe dọa, nếu như không phải là cực kỳ nguy cấp, trong phạm vi phân bố của chúng. Tình trạng của Grus americana ở Bắc Mỹ truyền cảm hứng cho cơ quan lập pháp Hoa Kỳ ban hành luật bảo vệ các loài nguy cấp.
Sếu kiếm ăn cơ hội, do có thể thay đổi chế độ ăn theo mùa và theo yêu cầu dinh dưỡng riêng. Chúng ăn một loạt các động vật gặm nhấm kích thước nhỏ phù hợp, cá, động vật lưỡng cư, côn trùng, ngũ cốc, quả mọng, và cây.
Con trống của hầu hết các loài có vũ điệu tán tỉnh con mái. Trong khi văn hóa dân gian thường nói rằng sếu chung thủy suốt đời với một bạn đời, nghiên cứu khoa học gần đây cho thấy rằng những con chim này thay đổi bạn tình theo cuộc đời chúng, có thể kéo dài nhiều thập kỷ. Sếu xây các tổ trên búi ngọn nhiều cây trong vùng nước nông, và thường đẻ hai quả trứng tại một thời điểm. Cả chim bố lẫn chim mẹ đều cùng chăm sóc chim non, con non vẫn ở với cha mẹ cho tới mùa sinh sản tiếp theo.

## Phân loại
Họ Sếu có 15 loài trong 4 chi:
- Chi Balearica

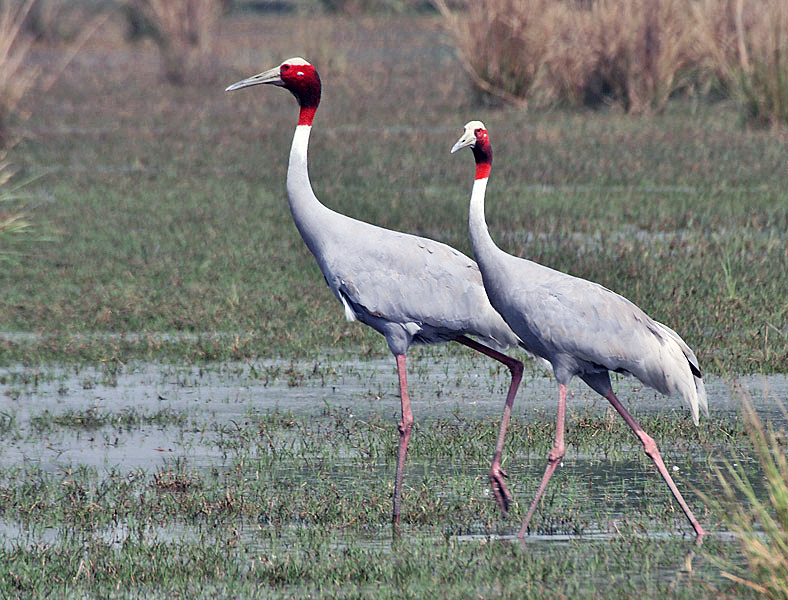
Sếu Sarus

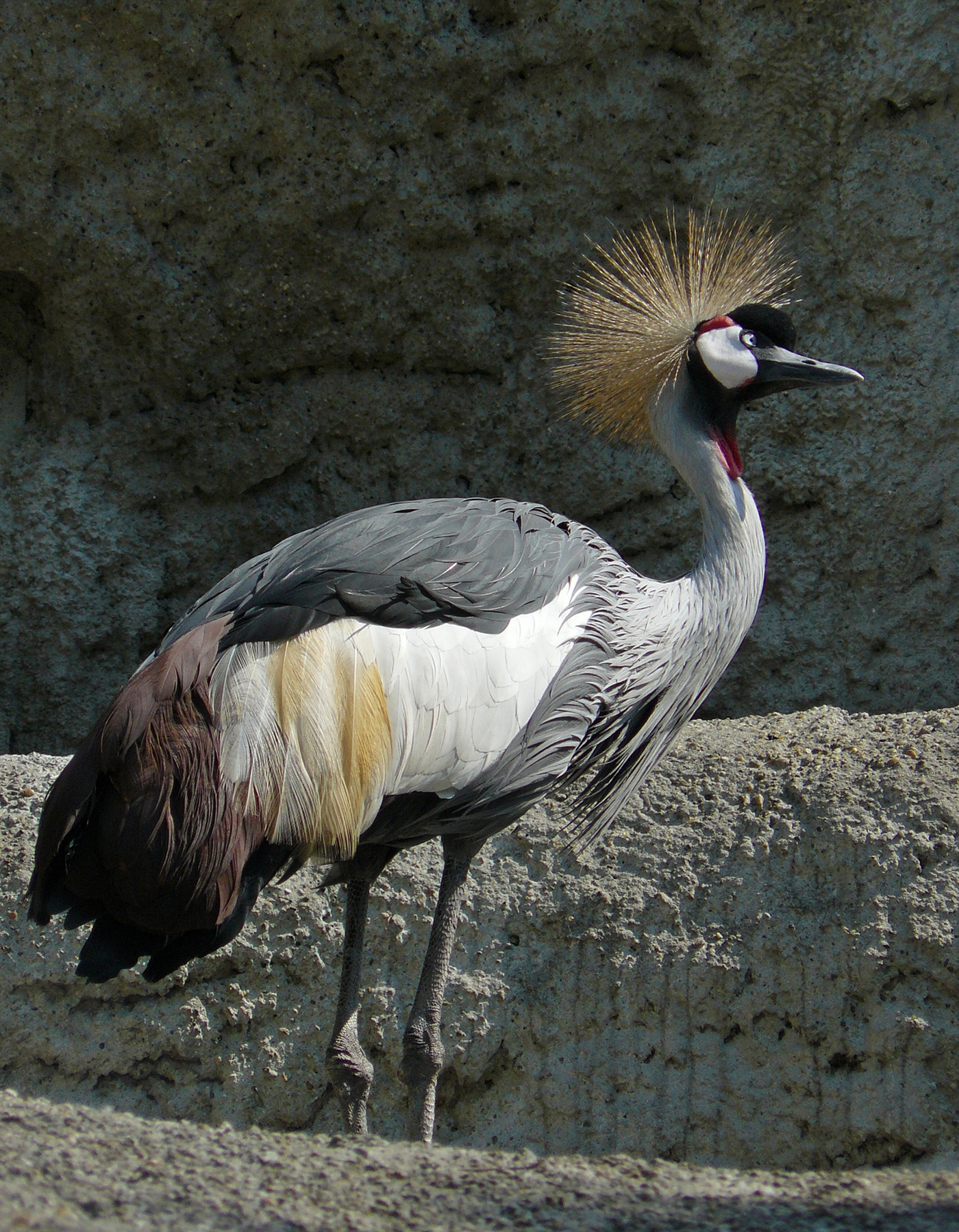
Sếu vương miện xám

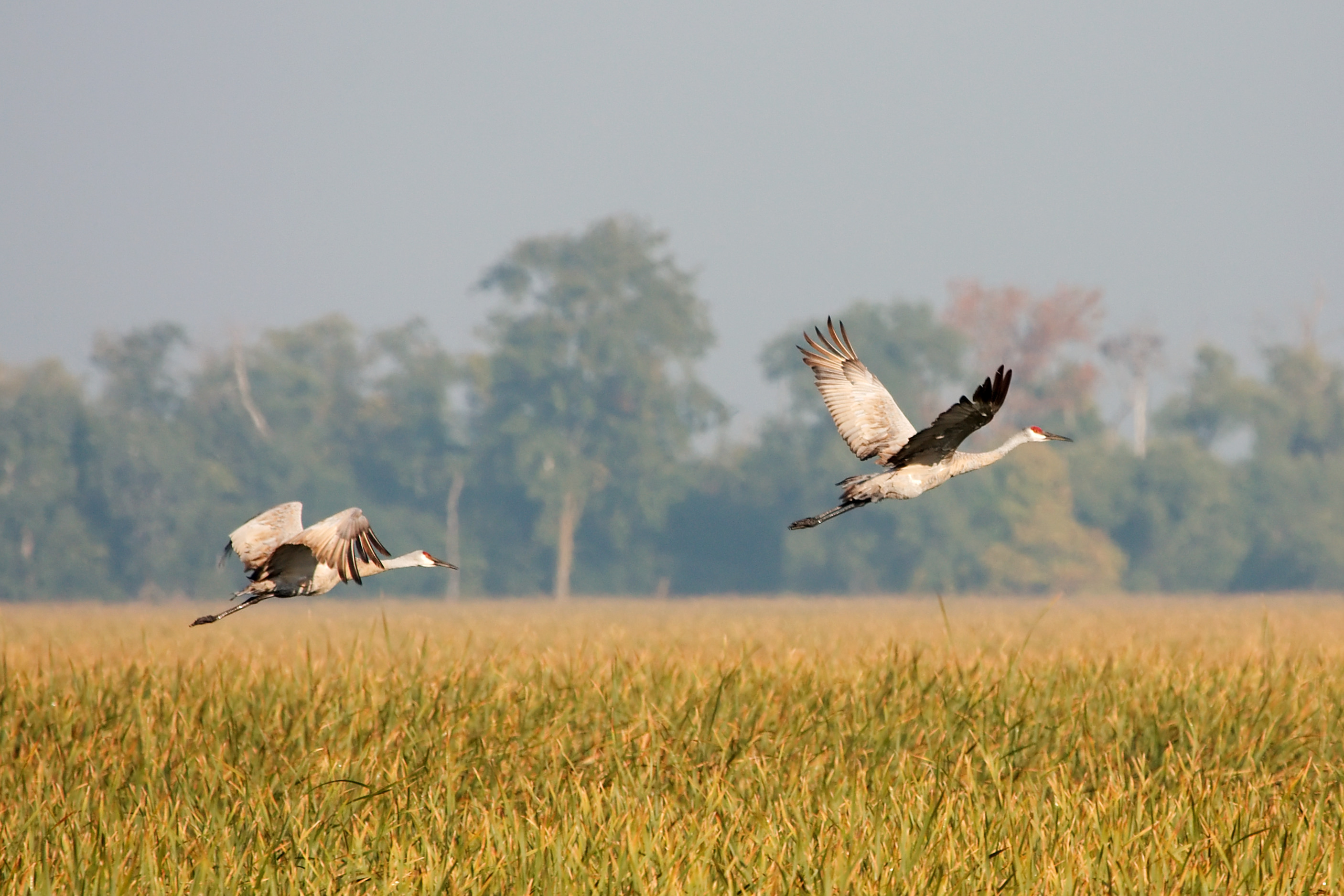
Một cặp sếu đồi cát (Grus canadensis) đang bay trong khu dự trữ sinh quyển Horicon Marsh ở Wisconsin, Hoa Kỳ.

  - Balearica regulorum: Sếu vương miện xám
  - Balearica pavonina: Sếu vương miện đen
- Chi Leucogeranus
  - Leucogeranus leucogeranus: Sếu Siberia
- Chi Antigone
  - Antigone canadensis: Sếu đồi cát
  - Antigone vipio: Sếu gáy trắng
  - Antigone rubicunda: Sếu brolga
  - Antigone antigone: Sếu sarus (Bao gồm phân loài A. a. sharpii: Sếu đầu đỏ)
- Chi Grus
  - Grus carunculatus: Sếu yếm thịt
  - Grus paradisea: Sếu lam
  - Grus virgo: Sếu khuê tú
  - Grus japonensis: Sếu Nhật Bản
  - Grus americana: Sếu Mỹ
  - Grus grus: Sếu cổ trắng
  - Grus monacha: Sếu mào
  - Grus nigricollis: Sếu cổ đen